# Joan Fargas i Heras
Joan Fargas i Heras (Barcelona, 24 d'octubre de 1875 - Mataró, 28 de desembre de 1944) fou compositor.

## Biografia
Fill natural de Fausta Fargas i Heras, cursà Humanitats, Filosofia i Teologia Dogmàtica. Al mateix temps prestà els seus serveis d'escolà i sagristà per ajudar a la seva mare. Ingressà en el seminari de Barcelona per continuar els estudis de Teologia moral. És probable que fos deixeble de Josep Ribera i Miró (1839-1921).
Els seus primers càrrecs foren els de coadjutor de la parròquia de Sant Esteve de Palautordera (1901-1905), mestre de capella i organista de la parròquia de Jesús de Gràcia i capellà del Convent de monges Salesas de Barcelona (1905-1910).

Segons l'anunci oficial publicat dins el Diari de Mataró, podia optar a la plaça de Mestre de Capella tant un sacerdot com un seglar. Aquest, però, hauria de 
| « | […] 1º Armonizar a cuatro voces un bajo propuesto por el tribunal, en el término de cuatro horas. 2º Componer una melodía religiosa que no exceda de veinte compases, á una voz y órgano, en el tono y compàs exigido por el Jurado, teniendo seis horas de tiempo para ello. 3º Instrumentar en el término de ocho horas un fragmento de veinte compases que presentarà el Tribunal [...] | » |

. Aquest jurat estava format per Josep Masvidal, Josep Roig, i Lluís Viada.
El 1910 es presenta a oposicions al magisteri de Santa Maria de Mataró, la plaça del qual es trobava vacant a causa dels òbits de Francesc de P. Mas, l'anterior mestre de capella, i de Gaspar Collet, que deixà lliure una plaça de cabiscol. El mestre suplent d'aleshores era Josep Molé. Els seus contrincants foren Salvador Pedrola i Parisi, Agustí Coll i Agulló i Manuel Pastó i Benvenuto. Degut al seu interès, reproduïm la sol·licitud íntegra de Joan Fargas: 
| « | Juan Fargas y Heras, Pbro, de edad treinta y tres años, natural de Barcelona, actualmente Capellán del Monasterio de la Visitación (Salesas) de la misma ciudad, á U.S. atentamente expone: Que habiendo sabido se halla vacante el cargo de Maestro de Capilla en la parroquial de Santa María de Mataró de su dignísima dirección, por dimisión el M.Y. Sr. Dr. D. Francisco de P. Mas, Canónigo Magistral de Barna, que lo obtenía y deseando formar parte en las oposiciones convocadas para la provisión de dicho cargo, á V. S. humildemente Suplica se digne admitirle ó incluirle en la lista de opositores y avisarle en su día correspondiente para la celebración de las mismas. Gracia que el suplicante espera alcanzar del bondadoso corazón de V.S. a quien dios guarde muchos años. Barcelona, 10 Enero de 1910. Joan Fargas, Pbro. Iltre. Sr. Arcipreste de Santa María de Mataró | » |

Gràcies a les sol·licituds dels altres opositors, sabem que Salvador Pedrola i Parisi, era “natural de Vilaseca y vecino de Barcelona; Maestro de música, profesor de harmonium y composición de Conservatorio Marcet y organista de la Schola Orpheonica, de edad veintitres años, seglar y soltero”, mentre Agustí Coll i Agulló, major d'edat i casat, era “natural y vecino de la precente […] con domicilio en la calle de Cuba nª 68”, i Manuel Pasto i Benvenuto, era “soltero de edad veinte y siete años, natural y vecino de S. Juan de Horta.”
Les oposicions les guanyà Joan Fargas, el qual romangué durant 34 anys al càrrec del magisteri de la capella. La revista Pensament Marià donà la primícia del resultat de les oposicions: 
| « | per referències que creyem segures, podém adelantar la nova de que han sigut aprobats ab bona nota los treballs de tos los opositors, haventse senyalat com lo mellor y’l que raya á mes altura pel Jurat calificador lo del Rnt. Mossén Joan Fargas, Pvre | » |

 No obstant això, fou el Diario de Mataró el qui seguí, fil per randa, tot el procés del nomenament de mossèn Fargas com a mestre de capella, transferint el concepte de l'estret lligam entre la vida civil i la religiosa a Mataró. En darrer terme, l'Ajuntament, sota la presidència del Sr. Fàbregas, ratificà Joan Fargas i Heras com a mestre de capella en la seva sessió del dia 1 de febrer de 1910. En el decurs d'aquest llarg període del seu magisteri, la seva vida girà a l'entorn de dos eixos, l'exercici de la seva professió musical i la seva dedicació al confessionari. Respecte a la primera, resulta d'interès recollir testimonis d'alguns dels protagonistes que visqueren en primera línia el seu tarannà humà i musical. Joaquim Casas recorda com 
| « | en la meva època d'escolà –escolà vermell– l'havia cantat infinitat de vegades [el Miserere de Mn. Blanch], a la pàl·lida claror de 4 ciris, al cor de l'església de l'Hospital, els dilluns de Quaresma. La capella de música de Santa Maria era dirigida per Mossèn Fargas, que no assajava mai i així anava tot. Entre els cantors hi figuraven els senyors Agell, Camp, Vila i Calsapeu, que se sabien l'obra de memòria. A l'harmònium s'hi asseia el senyor Viada, un artista de debò que mai no badava boca. Cada dilluns s'incorporaven al cor uns quants paracaigudistes, aficionats, que augmentaven la nota pintoresca, ja alta de per si. Amb rivets d'anàrquic desafinament, és clar; però tant se valia. Mossèn Fargas no mirava massa prim en qüestió de detalls […] | » |

. També el Sr. Rafael Soler i Fontrodona recorda, oralment, el cant d'aquells quatre senyors amb veu tremolosa.
La capella de música es trobava integrada pels tenors Domènech Agell i Jaume Camp, el baix Baldomer Vila i, naturalment, els escolanets —el mateix Joaquim Casas i Manuel Mascorda, juntament amb altres, fou de la lleva que substituí als Claramunt i Miracle— que cantaven la veu del tiple. Quan s'esqueia la capella es veia acompanyada per l'organista Lluís Viada, el baríton Jaume Calsapeu, el violinista Josep Castells, el violoncel·lista Constans, el contrabaixista Salvat i un fagotista. A més, si convenia, els cabiscols Josep Molé i Miquel Queralt també s'afegien a les interpretacions de la capella.
Joan Fargas cofundà i dirigí l'Acadèmia Musical Mariana, de fet, li oferiren ser el responsable de la “direcció artística”. Constituïda el 1918, estava integrada per un grup d'homes i nens amb la finalitat de conrear la polifonia clàssica i solemnitzar els actes del cultual de la parroquial. Tot i que, en els seus inicis només era una secció instrumental, a partir del 1920 s'hi afegí la secció coral. L'Acadèmia esdevingué, per a molts dels seus membres, una veritable escola de formació musical.
Joan Fargas traspassà el 28 de desembre de 1944, al voltant d'un quart d'onze de la nit. El recordatori del seu òbit dona testimoni de les seves activitats com a Comunitario y Maestro de Capilla de la Basílica Parroquial de Santa María de Mataró, Capellán de la Cofradía de Ntra. Sra. Del Carmen y de la Esclavitud de Ntra. Sra. De la Merced de la referida Basílica y Co-fundador y Ex-Director de la Academia Musical Mariana. En el Museu Arxiu de Santa Maria de Mataró (MASMM), es conserven tant les seves llicències de confessar com el títol de prevere. El Fons Musical Joan Fargas i Heras, conservat en el MASMM, esdevé el principal testimoni dels quefers compositius del seu magisteri. En la seva obra hi predomina, com és natural, el repertori de caràcter religiós —antífones, avemaries, himnes, motets, rosaris i salves—, dins del qual destaquen les misses Misa de la Immaculada Concepción i la Missa Regina Virginum, i també la presència d'obres de caràcter popular, petites cançons, així com la sarsuela El Ramo de Violetas.

## Obra
La seva producció és d'un total de 25 obres que es conservin, les quals ens les trobem dividides en manuscrites (religioses i profanes) i impreses (religioses i profanes):

### Manuscrita

#### Religiosa
- A la mort de la Verge d'Àvila Santa Teresa de Jesús / Lletra Josep Roig…

4 particel·les de veu ms.
(3 de 1a, 1 de 2a)
- Bendita sea tu pueza a tres voces solas y coro

10 particel·les ms.
- Dixit Dominus, Salmo

109 Ad Vesperas, a tres voces desiguales y órgano
Partitura holg. (4 f. apa.) Amb acompanayment d'orgue
- Pare nostre, Ave Maria y Gloria, a tres veus y orga Partitura holg.

(1 bif. apa.) + 10 particel·les
Amb lloc i data al final de la composició: Mataró, 3 novembre 1915.
- Tota pulchra es Maria a tres voces

13 particel·les ms.
- Trisagio a la Sma. Trinidad a dos voces y coro.

Partitura holg. (1 bif. apa.)
Amb acompanayment d'orgue.
Publicat a Barcelona: Josep Guardia, 1910
- Trisagio a la Sma. Virgen

7 particel·les ms.
A tres veus

#### Profana
- Oda a la Patria. [Poesia de Bonaventura Carles Aribau]

1 particel·la de veu holg. + paper manuscrit amb la lletra

### Impresa

#### Religiosa
- A la muerte de la Virgen de Ávila Santa Teresa de Jesús, coral a solo, duo y coro con acompañamiento de harmonium u órgano (Textos catalán y castellano. Letra ... José Roig... Trad. castellana ... J. Soler Biel. Barcelona: Musical Emporium, Vda. de J.M. Llobet, 19--? Partitura (8 p.) (Música Sacra). Planxa núm. Vda. de J.M.LL.531
- A la reina de las flores, a solo, duo y coro, con acompañamiento de órgano o Harmonium. Poesía de Ramon Morera. Barcelona: R. Guardia, després de 1895. Partitura (2 p.) Planxa núm. R. 1023 bis G.
- Al Sdo. Corazón de Jesús, plegaria-cántico a solo, duo y coro al unísono con acompañamiento de Harmonium u Órgano=Pregaria-Cántich a solo, duo y chor al unison. Poesia y traducción castellana de B. Riera. Barcelona: J.M. Llobet, Musical Emporium, 19--?. Partitura (6 p.) Planxa núm. J.M. LL.321
- El alma arrepentida, a los purísimos corazones. Plegaria a dos o tres voces y coro al unísono con acompañamiento de piano u armonium. Barcelona: Rafael Guardia, després de 1895 (Lira Sacra: Colección escogida de Cánticos Religiosos). Planxa núm. R. 1026bis.6
- Bendita sea tu pureza, a dos voces de tiple y coro, con acompañamiento de órgano o harmonium. Barcelona: l'autor, 19--?. Partitura (6 p.) Altre exemplar de la 2a edició de l'autor. M 4420/13a Altre exemplar edició de Barcelona: J. M. Llobet, Musical Emporium, 19--?. Planxa núm. J.M.LL.276. M 4420/13b2 .
- Cantem, cantem a Maria, cantich per l'mes de Maig. A solo, duo y chor unisonal ab acompanyament d'orga o armonium. Lletra ... Ramon Morera Barcelona: Sindicato Musical Barcelonés Dotesio, 1909.Partitura (4 p.). L'edició de l'obra correspon a José Guardia, 1909 i la coberta a Sindicato Musical Barcelonés Dotesio. A la capçalera de la partitura hi figura el títol Cántich a Maria.
- Cántich Popular al Sagrat Cor de Jesús, a dues veus y chor unisonal [sic]. Barcelona: Sindicato Musical Barcelonés Dotesio, 1904-6. Partitura (3 p.) A la coberta posterior hi figura una relació d'obres religioses del compositor. Planxa núm. 200944
- Jesu dulcis memoria, Himno para la Comunión y demás actos religiosos a tres voces iguales y coro con acompañamiento de órgano o harmonium. Barcelona: Sindicato Musical Barcelonés Dotesio, 1909. Partitura (6 p.) L'edició de l'obra correspon a José Guardia, 1909 i la coberta a Sindicato Musical Barcelonés Dotesio
- Jesús en lo Sagrari. Lletra ... Josep Roig. Barcelona: s.n., 19-- (Gravat d'A. Boileau i Bernasconi). Partitura (2 p.)
- Load a vuestra Madre, letrilla a Maria para el mes de Mayo a solo, duo y coro con acompañamiento de órgano o armonium. Letra ... Ramon Morera. Barcelona: Sindicato Musical Barcelonés Dotesio, 1909. Partitura (4 p.) L'edició de l'obra correspon a José Guardia, 1909 i la coberta a Sindicato Musical Barcelonés Dotesio. Altra edició de Barcelona: Musical Emporium, 19--. Planxa núm. J.M.LL.2776M 4220/18a
- Loor a Maria, letrilla para el mes de Mayo a tres voces iguales con el acompañamiento de órgano. Poesia ... Ramon Morera. Barcelona: Sindicato Musical Barcelonés Dotesio, entre 1904-6. Partitura (6 p.) Planxa núm. 20.053
- Rosario a dos o tres voces con acompañamiento de harmonium u órgano (Textos castellano y catalán). Barcelona: Musical Emporium, 19--?. Partitura (12 p.) Planxa núm. J.M.L.2898 .
- Stella matutina, marxa festiva per a piano. Barcelona: l'autor, 19--?. (Taller de gravat A. Boileau i Bernasconi). Partitura (4 p.)
- Tota pulchra es Maria a tres voces iguales con solos y coro, con acompañamiento de órgano o harmonium. Barcelona: Sindicato Musical Barcelonés Dotesio, 1909. Partitura (6 p.). L'edició de l'obra correspon a José Guardia, 1909 i la coberta a Sindicato Musical Barcelonés Dotesio
- Trisagio a la SS. Virgen, a dos voces y coro. Barcelona: J.M. Llobet, Musical Emporium, 19--?. Partitura (2 p.). Planxa núm. J.M.LL.318

#### Profana
- Oda a la Patria, melodía. Poesía de Bonaventura Carlos Aribau Barcelona: Sindicato Musical Barcelonés Dotesio, 1909?. Partitura (4 p.). Per a cant i piano. L'edició sembla correspondre a José Guardia, 1909 i la coberta a Sindicato Musical Barcelonés Dotesio.
- Fin de curso, núm. 4 de Ramillete escolar a coro unisono, solo y duo. Letra castellana y catalana ... J. Soler Biel. Barcelona: J.M. Llobet, Musical Emporium, 19--?. Partitura (4 p.) Planxa núm. J.M.LL.486.